# Lamprophiidae
Famille
Les Lamprophiidae sont une famille de serpents.

## Répartition
Les espèces de cette famille se rencontrent en Afrique, en Asie et en Europe.

## Taxinomie
Elle était traditionnellement considérée comme Lamprophiinae dans les Colubridae. La classification suivie est celle de Pyron et al., 2010 .

## Liste des genres
Selon The Reptile Database (8 décembre 2014) :
- Incertae sedis

- - Buhoma Ziegler, Vences, Glaw & Böhme, 1997
  - Montaspis Bourquin, 1991
  - Oxyrhabdium Boulenger, 1893
  - Psammodynastes Günther, 1858

- Aparallactinae Bourgeois, 1968

- - Amblyodipsas Peters, 1857
  - Aparallactus Smith, 1849
  - Brachyophis Mocquard, 1888
  - Chilorhinophis Werner, 1907
  - Hypoptophis Boulenger, 1908
  - Macrelaps Boulenger, 1896
  - Micrelaps Boettger, 1880
  - Polemon Jan, 1858
  - Xenocalamus Günther, 1868

- Atractaspidinae Günther, 1858

- - Atractaspis Smith, 1849
  - Homoroselaps Jan, 1858

- Lamprophiinae Fitzinger, 1843

- - Boaedon Duméril, Bibron & Duméril, 1854
  - Bothrolycus Günther, 1874
  - Bothrophthalmus Peters, 1863
  - Chamaelycus Boulenger, 1919
  - Dendrolycus Laurent, 1956
  - Gonionotophis Boulenger, 1893
  - Hormonotus Hallowell, 1857
  - Inyoka Kelly, Branch, Broadley, Barker & Villet, 2011
  - Lamprophis Fitzinger, 1843
  - Lycodonomorphus Fitzinger, 1843
  - Lycophidion Fitzinger, 1843
  - Pseudoboodon Peracca, 1897

- Prosymninae Kelly, Barker, Villet & Broadley, 2009
  - Prosymna Gray, 1849
- Psammophiinae Dowling, 1967

- - Dipsina Jan, 1862
  - Hemirhagerrhis Boettger, 1893
  - Malpolon Fitzinger, 1826
  - Mimophis Günther, 1868
  - Psammophis Fitzinger, 1826
  - Psammophylax Fitzinger, 1843
  - Rhagerhis Peters, 1862
  - Rhamphiophis Peters, 1854

- Pseudaspidinae Cope, 1893

- - Pseudaspis Fitzinger, 1843
  - Pythonodipsas Günther, 1868

- Pseudoxyrhophiinae Dowling, 1975

- - Alluaudina Mocquard, 1894
  - Amplorhinus Smith, 1847
  - Brygophis Domergue & Bour, 1989
  - Compsophis Mocquard, 1894
  - Ditypophis Günther, 1881
  - Dromicodryas Boulenger, 1893
  - Duberria Fitzinger, 1826
  - Elapotinus Jan, 1862
  - Heteroliodon Boettger, 1913
  - Ithycyphus Günther, 1873
  - Langaha Bonnaterre, 1790
  - Leioheterodon Boulenger, 1893
  - Liophidium Boulenger, 1896
  - Liopholidophis Mocquard, 1904
  - Lycodryas Günther, 1879
  - Madagascarophis Mertens, 1952
  - Micropisthodon Mocquard, 1894
  - Pararhadinaea Boettger, 1898
  - Parastenophis Nagy, Glaw & Vences, 2010
  - Phisalixella Nagy, Glaw & Vences, 2010
  - Pseudoxyrhopus Günther, 1881
  - Thamnosophis Jan, 1863

## Publication originale
- Fitzinger, 1843 : Systema Reptilium, fasciculus primus, Amblyglossae. Braumüller et Seidel, Wien, p. 1-106 (texte intégral).